# El fotógrafo y el cartero: El crimen de Cabezas
 El fotógrafo y el cartero: El crimen de Cabezas  es una película documental de Argentina filmada en colores dirigida por Alejandro Hartmann sobre su propio guion escrito en colaboración con Tatiana Merenuk y Gabriel Bobillo que se estrenó el 19 de mayo de 2022 después de ser exhibida en el Buenos Aires Festival Internacional de Cine Independiente del mismo año.

## Sinopsis
El asesinato del fotógrafo José Luis Cabezas ocurrido el 25 de enero de 1997 en Argentina analizado en un documental que parece encontrar tras ese crimen un entramado mafioso en el que los poderes políticos y económicos no parecen estar ajenos.

## Comentarios
Diego Batlle en el sitio web otroscines.com opinó:

” Este documental …es al mismo tiempo una ratificación… del profesionalismo de Vanessa Ragone (Haddock Films) y del director Alejandro Hartmann…(y) una decepción porque no hay prácticamente aportes novedosos en esta investigación…y -mérito no menor- ofrecer un apropiado contexto de la época y de sus consecuencias sociopolíticas: desde el triunfo electoral de Fernando de la Rúa hasta la explosión de 2001… es un trabajo digno, meritorio y atinado que constituye además un merecido homenaje a la figura de Cabezas.

Diego Lerer en el sitio web micropsiacine.com escribió:

”Las noticias...van generando modificaciones graduales que, de algún modo, le dan sentido al conjunto. De a poco...una cosa va transformándose en otra y a lo largo de un tiempo estamos, fundamentalmente, ante una nueva realidad. Así funcionan también las teorías conspirativas: un pequeño y gradual paso diario hace natural y creíble casi cualquier cosa… observar el asunto desde la distancia, desde un marco más amplio de época. Y ese es uno de los logros de este documental: contextualizar el asesinato del fotógrafo…en una década plagada de, digamos, «crímenes mafiosos», o que tenían muchas de esas características… El fotógrafo y el cartero no desaprueba ni pone en duda la resolución del caso ni aporta elementos para repensar lo que sucedió. Lo que hace es recordarlo, paso a paso…Pero al contextualizarlo en la batalla política entre el entonces presidente Carlos Menem y el gobernador...Eduardo Duhalde, con Domingo Cavallo de por medio, y con acusaciones cruzadas de todo tipo, la película parece apoyar la teoría de que Cabezas no fue asesinado solo por una foto sino como un pase de facturas mafioso entre uno y otro bando de esa disputa…. No se explora demasiado cuáles pueden haber sido los secretos o negociados que llevaron a que eso sucediera, pero la distancia sirve para abonar la teoría de que el asesinato del reportero gráfico fue un mensaje mafioso entre pesos pesado de la política nacional.”